# Rimski martirologij
Rimski martirologij (lat. Martyrologium Romanum; prema grč. μάρτυς [mártyr] – svjedok, mučenik, ili μαρτύριον [martyýrion] – "svjedočanstvo", "iskušenje",mučeništvo, i λόγος [lógos] – riječ, govor, te lat. Romanus) jedna je od bogoslužnih knjigâ dijela Katoličke Crkve, koji se služi rimskim obredom, a sadrži popis (mučenikâ i ostalih svetacâ i blaženikâ, prije svega Rimske, a potom i cijele Katoličke Crkve, i posebno utječe na kalendar, Misal i Časoslov .

## Povijest
Sve od prvih stoljećâ kršćanstva čuvaju se uspomene na kršćane ubijeni radi vjere, koji se zbog toga zovu „mučenici“ (grč. μάρτυς martyr, „svjedok“). Svaka mjestna Crkva imala je i ima svoj martirologij, to jest popis mučenikâ, vezan uz datum njihove smrti, nazivane dies natalis (dan rođenja, rođendan [za nebo]), kada se redovito slaviti njihov spomen.
U 16. stoljeću odlučeno je u Katoličkoj Crkvi ujediniti sve martirologije u samo jedan popis u kojem će nalaziti svi sveci i blaženici, koji je Crkva priznala kao takve. Tako je kardinal Cesare Baronio sastavio Rimski martirologij, a objavio ga je 1586. papa Grgur XIII. U kasnijim su razdobljima unošene izmjene i objavljivana su nova izdanja, čime su se ponekad u izvorni tekst unosile i greške.

## Novija izdanja
Najnoviji Rimski martirologij objavljen je 2001. godine, čime je prestao vrijediti onaj iz 1956., koji je valjalo dopuniti prema odredbama Drugog vatikanskog sabora, a osobito nakon brojnih kanonizacija i beatifikacija što ih je izvršio papa Ivan Pavao II.
Iz posljednjeg izdanja isključeni su oni sveci i blaženici o kojima nema sigurnih povijesnih podataka. Sveukupno, ovaj Martirologij sadrži 6.538 natuknica. Uz ime sveca nalazi se kratka bilješka koja donosi mjesto smrti, oznaku je li svetac ili blaženik, naslov njegova crkvenog „statusa“ (apostol, mučenik, crkveni naučitelj, misionar, ispovjednik, biskup, prezbiter, đakon, djevica (sveci), redovnik, itd), njegovu naročitu djelatnost i karizmu.

## Vanjske poveznice
- Martirologiji na službenim vatikanskim stranicama (tal.)